# Konec srpna v hotelu Ozón
Konec srpna v hotelu Ozón (in italiano: "Fine agosto all'hotel Ozón") è un film del 1967 diretto da Jan Schmidt.

## Trama
Alcuni decenni dopo l'apocalisse nucleare che ha sterminato quasi tutta l'umanità, un gruppo di donne è in perenne viaggio alla ricerca di risorse per sopravvivere e di eventuali altri superstiti, in particolare uomini, che consentirebbero loro di procreare e mantenere in vita la specie umana. Attraversano montagne, boschi e rovine deserte di antiche città, portando con loro pochi utensili con dei cavalli. La più anziana e saggia del gruppo è l'unica a conservare memoria della civiltà precedente alla guerra, mentre le altre, giovani e cresciute nel mondo postapocalittico, sono guidate solo dal loro istinto di sopravvivenza. Se trovano cose utili come cibo e benzina, se ne impossessano e poi proseguono il loro cammino.
Quando si imbattono in una mucca decidono subito di ucciderla con un colpo di fucile e mentre si avventano sulla carcassa per prelevarne le carni sono distratte da un uomo anziano, proprietario dell'animale, che grida correndo verso di loro. Le giovani si spaventano e stanno quasi per sparargli ma la donna anziana riesce a farle desistere e a pacificarsi con l'uomo. L'anziano decide di dare ospitalità al gruppo di donne nel suo rifugio, un vecchio hotel dove vive completamente solo da decenni conservando oggetti e ricordi del mondo passato. L'uomo, felice di avere ospiti dopo tanta solitudine, mostra con orgoglio le cose che possiede: una televisione ormai inutilizzabile, una scacchiera, una foto del golfo di Napoli, un grammofono ancora funzionante. Le giovani non sembrano molto interessate a tutto questo mentre la donna anziana arriva a commuoversi di fronte ad un semplice bicchiere di latte.
Quando la donna anziana si ammala e muore, le altre decidono di ripartire per il loro viaggio. L'uomo anziano, temendo di ritornare solo per sempre, cerca di convincerle a rimanere con lui nell'albergo ma per tutta risposta ottiene la richiesta di consegnare loro il grammofono, l'unico tra i vari oggetti che aveva destato un certo interesse alle giovani che, di fronte al netto rifiuto dell'uomo, non esitano ad ucciderlo con il fucile. Le giovani caricano il grammofono assieme ai loro bagagli e ripartono per le montagne.

## Produzione
Una parte del film è stata girata tra le rovine di Doupov, una città abbandonata cecoslovacca al confine con la Germania, originariamente abitata da popolazione tedesca poi espulsa in Germania dopo la fine della seconda guerra mondiale.